# (3929) Carmelmaria
(3929) Carmelmaria est un astéroïde de la ceinture principale.

## Description
(3929) Carmelmaria est un astéroïde de la ceinture principale. Il fut découvert le 16 novembre 1981 à Bickley par Peter Jekabsons. Il présente une orbite caractérisée par un demi-grand axe de 2,38 UA, une excentricité de 0,14 et une inclinaison de 2,9° par rapport à l'écliptique.

## Compléments